# Eskimåisk-aleutiska språk

Eskimåisk-aleutiska språk

Inuit-aleutiska språk är en språkgrupp som talas i norra Nordamerika, på Aleuterna i Alaska, i Kanada och på Grönland, samt i delar av norra Sibirien. Gruppen har två grenar: aleutiska, vilket utgör det enda språket i grenen, samt de Inuitspråken i den andra.
Det finns idag omkring 10 eskimå-aleutiska språk, med totalt cirka 85 000 talare. Aleutiska talas av cirka 30 procent av aleuterna, det vill säga av cirka 700 aleuter på Aleuterna och en handfull aleuter på Kommendörsöarna i Ryssland. Det finns tre inuitspråk i Ryssland som har totalt cirka 600 talare, sibirisk yupik är det största språket. Det största språket i gruppen är grönländska med 47 000 talare och därefter inuktitut med sina 18 000 talare.

## Klassificering
Alla är eniga om att de eskimåiska och aleutiska språken härstammar från en familj som består av dessa två grenar. Det har inte varit möjligt att etablera ett säkert släktskap med språkfamiljer utanför de eskimåisk-aleutiska språken. Det har inte varit tankar på att knyta språken till de närmaste indianspråken, utan snarare med de närmaste språken i Sibirien. Tidigare räknades familjen som del av de paleosibiriska språken.
- Eskimåiska språk
  - Inuitspråk
    - Inuktitut
      - Egentlig inuktitut
      - Inuktun

    - Kalaallisut (Grönländska)
    - Iñupiaq
    - Inuvialuktun
      - Inuinnaqtun

  - Yupik-Yuitspråk
    - Yupik
    - Yuit
    - Alutiiq
- Aleutiska

## Fonologi
De eskimå-aleutiska språken har enkla ljudsystem med ett trevokalssystem (i, u, a) och relativt få konsonantfonem.

## Grammatik
Språken är kända för sin polysyntetiska och agglutinerande struktur. Språken skiljer inte speciellt mycket på adjektiv och verb; på grönländska heter "mannen är vacker" angut kusanarpoq och "jag såg en vacker man" blir angut kusanartoq takuara, där verbet kusanarpoq i det andra tillfället är böjt adjektiviskt, kusanartoq. Adjektiven böjs som substantiv, bortsett ifrån att de inte får possessivsuffix.
De eskimå-aleutiska språken är ergativa språk, det vill säga att det enda argumentet till intransitiva verb står i samma kasus som objektet till transitiva verb.

## Skriftspråk
De eskimåisk-aleutiska språken skrivs med olika skriftspråk. Sibirisk yupik skrivs som de andra minoritetsspråken i före detta Sovjetunionen med det kyrilliska alfabetet. Inuktitut skrivs med det kanadensiska stavningsalfabetet och de övriga språken skrivs med det latinska alfabetet. Sex av de tio språken har skriftspråk.

## Historia
De aleutiska och eskimåiska språken skilde sig från varandra cirka 2000 år f.Kr. och de eskimåiska språken delade upp sig i tre delar omkring år 1000 e.Kr.

## Forskningshistorik
Den första grönländska grammatiken (1750) och ordboken (1760) publicerades av Paul Egede. Dessa utgör fundament för studier av eskimåiska språk. Det nästa framsteget kom med Samuel Kleinsschmidt, hans grammatikbok (1851) och orbok (1871) räknas som standardreferenserna för grönländskan. Den första som såg släktskapet mellan eskimåiska och aleutiska språk var Rasmus Rask.